# قانون الشاي
قانون الشاي هو قانون أصدره البرلمان البريطاني عام 1773 مُلغياً به جميع قوانين تاونزند Townshend Acts ما عدا القانون الذي فرض ضريبة على الشاي المستورد إلى المستعمرات الأميركية. وقد أدى إصدار هذا القانون إلى حدوث ما يعرف بـاسم حفلة شاي بوسطن.
سمح هذا القانون لشركة الهند الشرقية ببيع الشاي لمستعمرات أمريكا الشمالية بدون ضرائب، ولكن استمر المستوطنون في المقاطعة ورفض التجار ان يتعاملوا في بيعة كما قام بعض المستوطنون بالتنكر في لباس الهنود الحمر وقاموا بمهاجمة سفن البضائع المحملة بالشاى وحرقها.